# Sif Mons

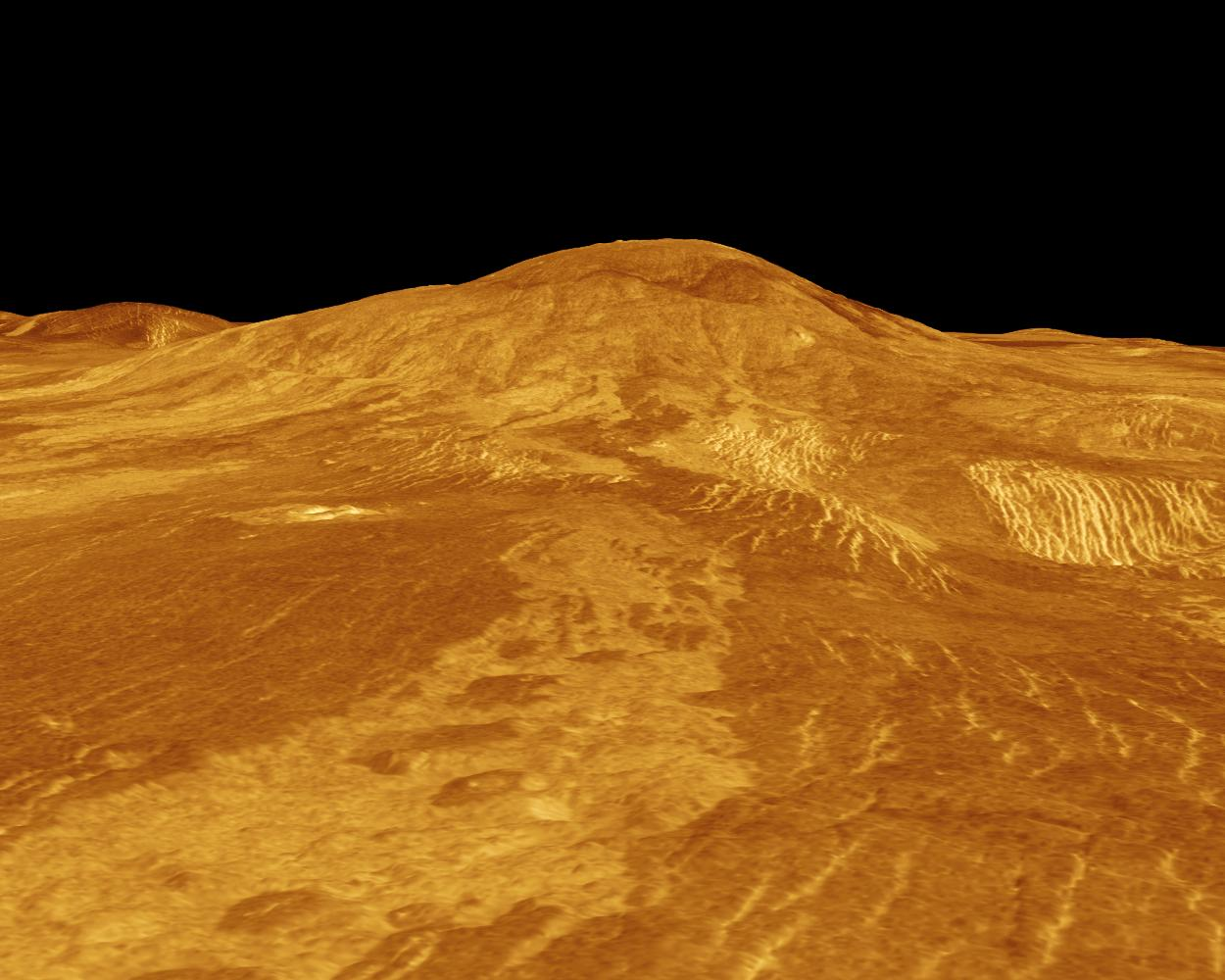
Generovaný 3D snímek sopky

Sif Mons je štítová sopka na povrchu Venuše, která se nachází v oblasti Eistla Regio (na souřadnicích 24°N, 352°E). Měření naznačují, že sopka je přibližně 2 km vysoká a základna má okolo 300 km v průměru. Z radarového mapování je možno pozorovat až 120 km dlouhé lávové proudy, které vycházejí z vrcholku sopky a stékají po svazích do nižších oblastí. Takto dlouhé lávové proudy napovídají, že vyvrhované magma bylo vysoce mobilní a mělo tedy nízkou viskozitu. Na vrcholku se nachází kaldera s průměrem okolo 40 až 50 kilometrů.
Sopka byla pojmenována po severské bohyni Sif.